# Patrick McEnroe

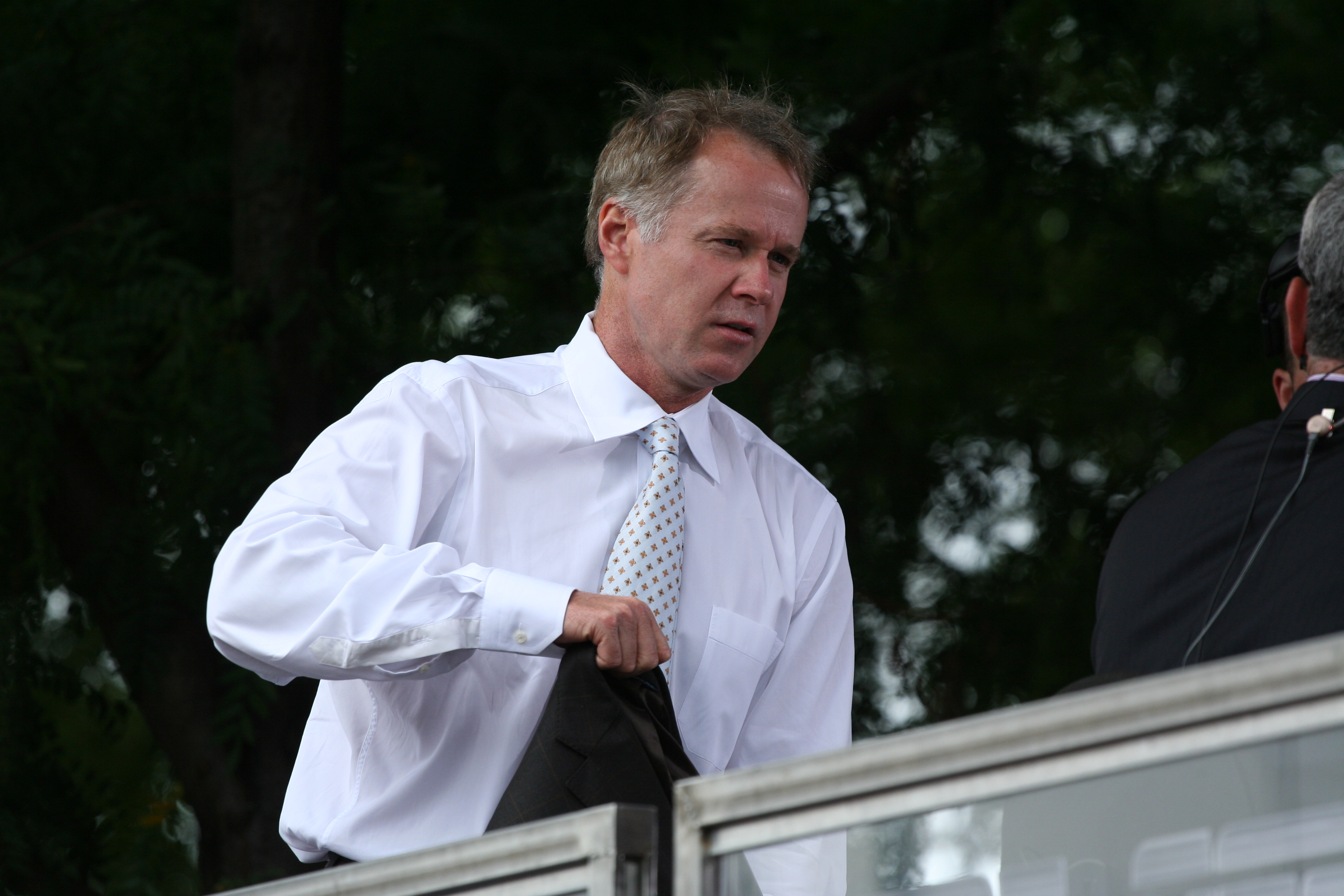
Patrick McEnroe.

Patrick McEnroe, född 1 juli 1966 i Manhasset, New York, är en före detta amerikansk högerhänt professionell tennisspelare och före detta kapten för USA:s Davis Cup-lag. Han är yngre bror till John McEnroe.

## Tenniskarriären
Patrick McEnroe var en framgångsrik tennisspelare på ATP-touren, särskilt som dubbelspelare där han vann 17 titlar, inklusive en Grand Slam (GS) -titel. År 1993 rankades han som världstrea i dubbel. Som singelspelare var McEnroe mindre framgångsrik, han vann 1 titel på proffstouren. Som bäst rankades han på 28:e plats i singel (1995).
År 1984 vann Patrick McEnroe tillsammans med landsmannen Luke Jensen bland annat juniortiteln i dubbel i Franska öppna. Samma säsong vann han sin första seniortitel i dubbel, vilket skedde i Richmond, Virginia, tillsammans med brodern John McEnroe.
År 1989 vann han sin enda GS-titel, då han tillsammans med Jim Grabb vann dubbeln i Franska öppna.
I sin första singelfinal, 1991 i Chicago, mötte han sin bror John McEnroe som vann mötet med 3-6, 6-2, 6-4. Samma säsong spelade han också semifinal i Australiska öppna, som han dock förlorade mot Boris Becker. Om sina medtävlare i semifinalerna sade han på en presskonferens (ungefärlig översättning från engelskan): "Det är precis som väntat - i semifinalerna möts Edberg, Lendl, McEnroe och Becker". I samma turnering nådde han finalen i dubbeln tillsammans med David Wheaton. Sin enda singeltitel vann McEnroe i Sydney 1995.
Patrick McEnroe deltog i det amerikanska Davis Cup-laget som dubbelspelare 1993, 1994 och 1996. Han spelade totalt 4 matcher, av vilka han vann 3. År 2000 efterträdde han sin äldre bror som kapten för DC-laget.

## Spelaren och personen
Patrick McEnroe avlade examen i statsvetenskap från Stanford University 1988. Omedelbart därefter började han turneringsspela på proffstouren. Han drog sig tillbaka från turneringsspel 1998.
Patrick McEnroe var kapten för det amerikanska tennislaget vid de Olympiska sommarspelen 2004 (Athen).
Han är TV-kommentator för CBS. Han är sedan 1998 gift med skådespelaren och sångerskan Melissa Errico, med vilken han har tre barn varav två är tvillingar.

## Grand Slam-titlar
- Franska öppna
  - Dubbel – 1989